# Kōtarō Isaka
Kōtarō Isaka (伊坂 幸太郎, Isaka Kōtarō, né le 25 mai 1971) est un auteur japonais de roman policier.

## Biographie
Isaka naît dans la ville de Matsudo de la préfecture de Chiba. Après avoir achevé des études à l'école de droit de l'université du Tōhoku, il travaille comme ingénieur système. Pendant ses temps libres, il écrit des nouvelles qu'il présente à des concours littéraires. En 2000, il remporte le prix Shinchō du Mystery Club avec son premier roman La Prière d'Audubon, un succès au Japon, après quoi il choisit de faire de l'écriture sa profession.
En 2002, son roman Lush Life commence à attirer l'attention des critiques, mais c'est la nomination à l'édition 2003 du prix Naoki de son Pierrot-la-gravité qui le fait connaître par le grand public. Son titre suivant, The Foreign Duck, the Native Duck and God in a Coin Locker, remporte le 25e prix Eiji Yoshikawa pour nouveaux auteurs.
Isaka est souvent considéré comme un auteur de roman policier, mais il ne se laisse pas restreindre par cette définition, et attire de nombreux admirateurs parmi la jeune génération.
Pierrot-la-gravité (2003), Children and Grasshopper (2004), La Mort avec précision (2005) et Desert (2006) sont tous nommés pour le prix Naoki. Par ailleurs, Isaka, seul auteur à avoir été nommé pour les quatre premières années du Honya Taisho, a finalement remporté ce prix la 5e année, en 2008, avec Remote Control (Golden Slumber). Le même ouvrage remporte également le 21e prix Shūgorō Yamamoto et amène la sélection d'Isaka pour le prix Naoki.
Une adaptation cinématographique du livre Pierrot-la-gravité sort au Japon en 2009 : A Pierrot réalisé par Jun'ichi Mori (ja). 
Son roman Bullet Train (titre original japonais : Maria Beetle) publié en 2010 sert de base au scénario du film Bullet Train réalisé par David Leitch sorti en 2022.

## Prix et distinctions
- 1996 - 13e prix Suntory du roman policier, mention honorable
- 2000 - 5e prix du club Shinchō du roman policier
- 2004 - 25e Yoshikawa Eiji Bungaku Shinjin Prize
- 2004 - 57e prix des auteurs japonais de romans policiers pour The Precision of the Agent of Death
- 2006 - Heisei 17 sélection pour la « Miyagi Prefecture Society for the Arts »
- 2008 - 5e prix Honya, 21e prix Shūgorō Yamamoto pour Remote Control

## Liste des œuvres traduites en français
- 2000 : La Prière d'Audubon (オーデュボンの祈り?), roman traduit du japonais par Corinne Atlan, Éditions Philippe Picquier, 2011 ; Picquier poche, 2014 (Prix Masterton 2012[4], Prix Zoom Japon 2012[5]).
- 2003 : Pierrot-la-gravité (重力ピエロ?), roman traduit du japonais par Corinne Atlan, Editions Philippe Picquier, 2012 ; Picquier poche, 2015.
- 2005 : La Mort avec précision (死神の精度?), roman traduit du japonais par Corinne Atlan, Éditions Philippe Picquier, 2015 ; Picquier poche, 2017.
- 2022 : Bullet train (マリアビートル?), roman traduit de l'anglais par Céline Cruickshanks, Presses de la Cité coll. « Sang d'encre » 2022

L'auteur a par ailleurs scénarisé des mangas, dont deux sont traduits en français : Le Prince des ténèbres et Waltz.